# Perthshire

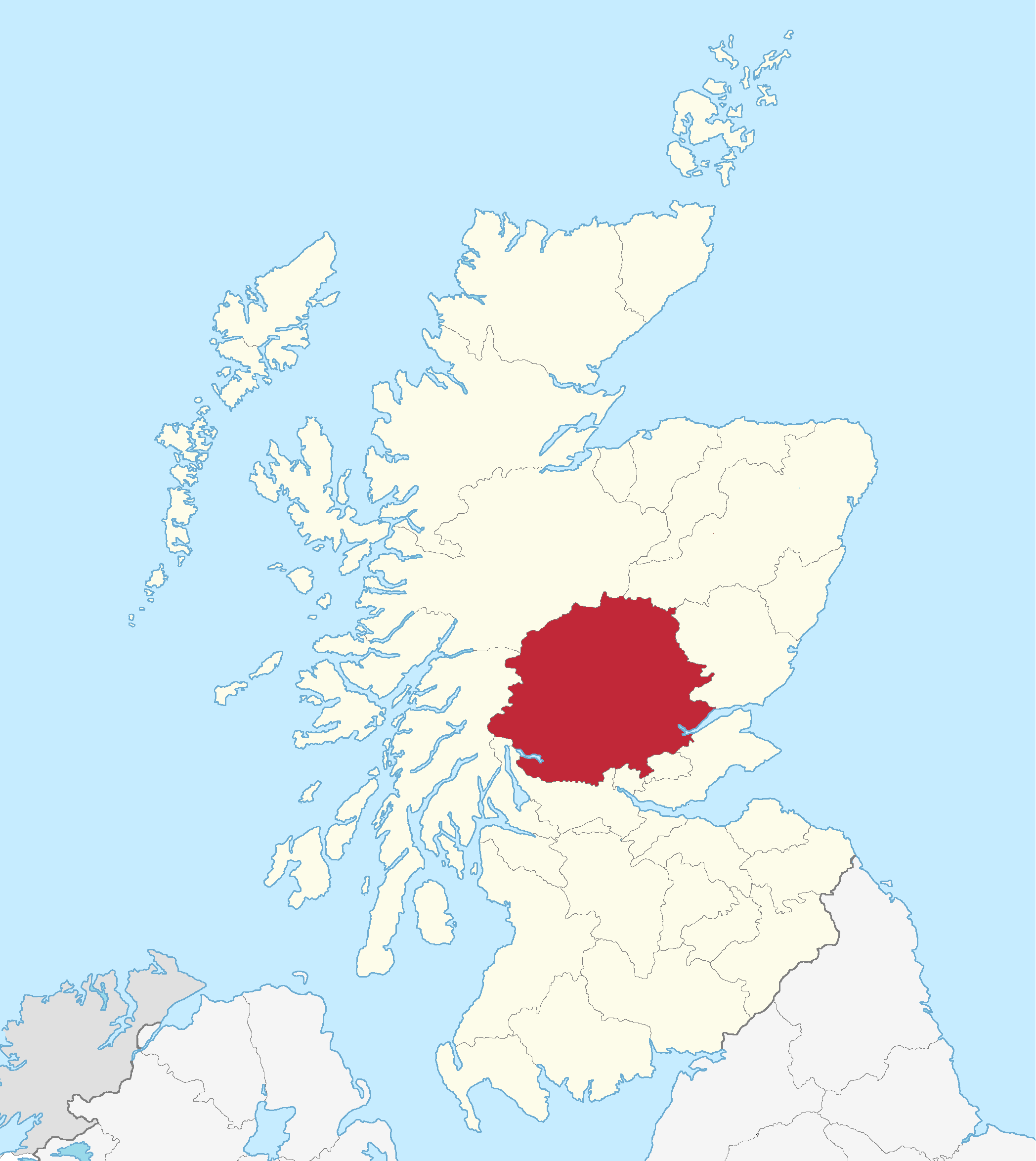
Localização do condado no mapa da Escócia

Perthshire (Siorrachd Pheairt em galês) é um condado tradicional da Escócia, que se estende de Strathmore no leste a Pass of Drumochter no norte, Rannoch Moor e Ben Lui no oeste e Aberfoyle no sul. Perthshire é conhecida como o "grande condedado" e possui uma grande variedade de paisagens.

## Cidades
Além de Perth, outras cidades em Perthshire incluem:
- Crieff
- Dunkeld e Birnam
- Pitlochry
- Aberfeldy
- Auchterarder
- Bridge of Earn
- Blairgowrie
- Crianlarich
- Aberfoyle
- Callander
- Forgandenny

## Lugares famosos
- Castelo de Blair
- Catedral Dunkeld
- Gleneagles Hotel

## Personalidades da cidade
- Alexander Duff
- Duncan Forbes
- Alan Cumming
- Ewan McGregor
- Stephen Hendry
- J. K. Rowling